# LASK
LASK(독일어: Linzer Athletik-Sport-Klub 린처 아틀레티크-슈포르트-클루프[*])는 1908년 8월 7일에 창단된 오스트리아 린츠의 축구 클럽이다. 현재 오스트리아 분데스리가에서 활동하고 있다.

## 성적
- 오스트리아 분데스리가
  - 우승 1회 (1965)
- 오스트리아 컵
  - 우승 1회 (1965)
- 오스트리아 아마추어 리그
  - 우승 1회 (1931)
- 오버외스터라이히 주 리그
  - 우승 13회 (1924, 1925, 1926, 1927, 1929, 1930, 1931, 1932, 1936, 1939, 1947, 1948, 1950)
- 오버외스터라이히 주 컵
  - 우승 6회 (1929, 1931, 1932, 1935, 1937, 1946)

## 선수 명단

### 현역
참고: FIFA 자격 규정에 따라 소속된 국가대표팀 국기를 표시합니다. 선수는 복수의 FIFA 비회원국 국적을 가지고 있을 수 있습니다.
| 번호 | 포지션 | 국적   | 이름              |
| ---- | ------ | ------ | ----------------- |
| 9    | MF     | 체코   | 크리스토프 다녜크 |
| 10   | MF     |        | 로버트 줄         |
| 14   | MF     | 코소보 | 발론 베리샤       |
| 16   | DF     | 파나마 | 안드레스 안드라데 |

| 번호 | 포지션 | 국적       | 이름        |
| ---- | ------ | ---------- | ----------- |
| 26   | DF     | 크로아티아 | 마르크 비토 |

## 역대 감독
| 감독          | 임기        |
| ------------- | ----------- |
| 펠릭스 라츠케 | 1974 ~ 1976 |
| 한스 크랑클   | 2009        |
| 발터 샤흐너   | 2011 ~ 2012 |